# Home Properties
Home Properties är ett svenskt företag som förvaltar hotellfastigheter i Sverige och Norge. Företaget äger 22 fastigheter med sammanlagt cirka 2 600 hotellrum. Huvudägare och styrelseordförande är Petter Stordalen.